# Organizacion de archivos

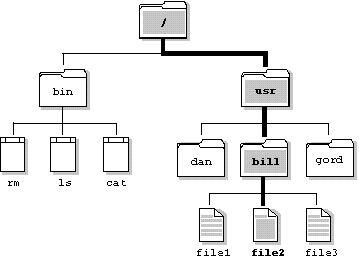
1. Organización de un sistema de archivos utilizando directorios.

Se refiere a las diferentes maneras en las que puede ser organizada la información de los archivos, así como las diferentes maneras en que ésta puede ser accedida. Dado que hay 2 niveles de visión de los archivos (físico y lógico), se puede hablar también de 2 aspectos de organización de archivos: Organización de archivos lógicos y de archivos físicos.
El sistema de archivos está relacionado especialmente con la administración del espacio de almacenamiento secundario, fundamentalmente con el almacenamiento de disco
Una forma de organización de un sistema de archivos puede ser la siguiente:
- Se utiliza una “raíz” para indicar en qué parte del disco comienza el “directorio raíz” .
- El “directorio raíz” apunta a los “directorios de usuarios”.

Los nombres de archivos solo necesitan ser únicos dentro de un directorio de usuario dado.
El nombre del sistema para un archivo dado debe ser único para el sistema de archivos.
En sistemas de archivo “jerárquicos” el nombre del sistema para un archivo suele estar formado como el “nombre de la trayectoria” del directorio raíz al archivo.

## Organización lógica
La mayoría de las computadoras organizan los archivos en jerarquías llamadas carpetas, directorios o catálogos . (El concepto es el mismo independientemente de la terminología usada.) Cada carpeta puede contener un número arbitrario de archivos, y también puede contener otras carpetas. Las otras carpetas pueden contener todavía más archivos y carpetas, y así sucesivamente, construyéndose una estructura en árbol en la que una «carpeta raíz» (el nombre varía de una computadora a otra) puede contener cualquier número de niveles de otras carpetas y archivos. A las carpetas se les puede dar nombre exactamente igual que a los archivos (excepto para la carpeta raíz, que a menudo no tiene nombre). El uso de carpetas hace más fácil organizar los archivos de una manera lógica.
La mayor parte de las estructuras de organizaciones alternativas de archivos se encuentran dentro de estas cinco categorías:

### Pilas

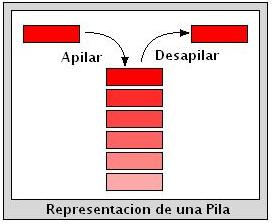
Archivo de pilas:
Registro de longitud variable.
Conjunto variable de campos.
Orden cronologico

Es la forma más fácil de organizar un archivo. Los datos se recogen en el orden en que llegan.
Su objetivo es simplemente acumular una masa de datos y guardarla.
Los registros pueden tener campos diferentes o similares en un orden distinto. Cada campo debe ser autodescriptivo, incluyendo tanto un campo de nombre como el valor. La longitud de cada campo debe indicarse implícitamente con delimitadores, explícitamente incluidos como un subcampo más.
El acceso a los registros se hace por búsquedas exhaustiva y son fáciles de actualizar. Si se quiere encontrar un registro que contiene un campo particular y un valor determinado, es necesario examinar cada registro de la pila hasta encontrar el registro deseado. Si se quieren encontrar todos los registros que contienen un campo particular o que tienen un valor determinado para ese campo, debe buscarse el archivo entero.
Se aplica cuando los datos se recogen o almacenan antes de procesarlos o cuando no son fáciles de organizar. Esta clase de archivo aprovecha bien el espacio cuando los datos almacenados varían en tamaño y estructura. Fuera de estos usos limitados, este tipo de archivos no se adapta a la mayoría de las aplicaciones.

### Archivos secuenciales
Es la forma más común de estructura de archivos.
Se emplea un formato fijo para los registros, son de la misma longitud y constan del mismo número de campos de tamaño fijo con un orden determinado.
Se necesita almacenar los valores de cada campo; el nombre del campo y la longitud de cada uno son atributos de la estructura del archivo. Cada registro tiene un campo clave que lo identifica (generalmente es el primero de cada registro). Los registros se almacenan en secuencia por la clave.
Se utilizan normalmente en aplicaciones de procesos por lotes, ya que es la única organización de archivos que se puede guardar tanto en cintas como en discos.
Para las aplicaciones interactivas que incluyen peticiones o actualizaciones de registros individuales, los archivos secuenciales no son óptimos. El acceso requiere una búsqueda secuencial de correspondencias con la clave. Si el archivo entero o gran parte de él pueden traerse a la memoria principal de una sola vez, se podrán aplicar técnicas de búsquedas más eficientes. Al acceder a un registro de un archivo secuencial grande, se produce un procesamiento extra y un retardo considerable.
La organización física del archivo en una cinta o disco se corresponde exactamente con la organización lógica del archivo, por lo tanto el procedimiento habitual es ubicar los nuevos registros en un archivo de pila separado, es llamado archivo de registro o archivo de transacciones .
Una alternativa es organizar físicamente el archivo secuencial como una lista enlazada, en cada bloque físico se almacena uno o más registros y cada bloque del disco contiene un puntero al bloque siguiente. La inserción de un nuevo registro implica la manipulación de puntero, pero no requiere que el nuevo registro ocupe una posición particular del bloque físico.

### Archivos secuenciales indexados
Los registros se organizan en una secuencia basada en un campo clave presentando dos características, un índice del archivo para soportar los accesos aleatorios y un archivo de desbordamiento. El índice proporciona una capacidad de búsqueda para llegar rápidamente al registro deseado y el archivo de desbordamiento es similar al archivo de registros usado en un archivo secuencial, pero está integrado de forma que los archivos de desbordamiento se ubiquen siguiendo un puntero desde su registro predecesor.
La estructura más simple tiene como índice un archivo secuencial simple, cada registro del archivo índice tiene dos campos, un campo clave igual al del archivo principal y un puntero al archivo principal. Para encontrar un campo específico se busca en el índice hasta encontrar el valor mayor de la clave que es iguale o precede al valor deseado de la clave, la búsqueda continua en el archivo principal a partir de la posición que indique el puntero.
Cada registro del archivo principal tiene un campo adicional que es un puntero al archivo de desbordamiento. Cuando se inserta un nuevo registro al archivo, también se añade al archivo de desbordamiento. El registro del archivo principal que precede inmediatamente al nuevo registro según la secuencia lógica se actualiza con un puntero del registro nuevo en el archivo de desbordamiento, si el registro inmediatamente anterior está también en el archivo de desbordamiento se actualizará el puntero en el registro.
Para procesar secuencialmente un archivo completo los registros del archivo principal se procesarán en secuencia hasta encontrar un puntero al archivo de desbordamiento, el acceso continua en el archivo de desbordamiento hasta que encuentra un puntero nulo, entonces renueva el acceso donde se abandonó en el archivo principal.

### Archivos indexados

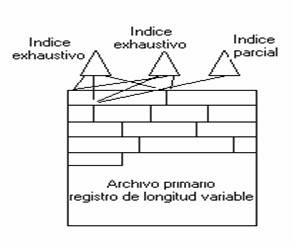
Archivo Indexado

A los registros se accede solo a través de sus índices. No hay restricción en la ubicación de los registros, al menos un índice contiene un puntero a cada registro y pueden emplearse registros de longitud variable.
Se suelen utilizar dos tipos de índices, uno exhaustivo que contiene una entrada para cada registro del archivo principal y se organiza como un archivo secuencial para facilitar la búsqueda, el otro índice es parcial que contiene entrada a los registros donde esté el campo de interés.
Con registro de longitud variable, algunos registros no contendrán todos los campos y cuando se añade un registro al archivo principal, todos los archivos de índices deben actualizarse.

### Archivos directos o de dispersión
Explotan la capacidad de los discos para acceder directamente a cualquier bloque de dirección conocida.
Se requiere un campo clave en cada registro.
Los archivos directos son muy usados donde se necesita un acceso muy rápido, donde se usan registros de longitud fija y donde siempre se accede a los registros de una vez.

## Organización Física
En la organización física los datos son arreglados por su adyacencia física, es decir, de acuerdo con el dispositivo de almacenamiento secundario. Los registros son de tamaño fijo o de tamaño variable y pueden organizarse de varias formas para constituir archivos físicos.
Se utilizan:

### Cinta Magnética
En este dispositivo el archivo físico está formado por un conjunto de registros físicos, y los bloques están organizados en forma consecutiva, ya que se asigna en igual forma.
Además tales registros puede contener etiquetas que permitan un mayor control sobre los datos almacenados, y son las siguientes:
- Etiqueta de volumen: Contiene información que permite identificar la cinta, el nombre del propietario y cualquier información general requerida.

- Etiqueta de archivo: Se utilizan por pares para indicar el inicio y fin del archivo, contiene información acerca del nombre del archivo, fecha de creación.

- Etiqueta de usuario: Sirven para guardar información adicional de importancia para el usuario; no son procesados por el sistema operativo

### Discos magnéticos
El archivo físico en un disco es una colección de registros físicos de igual tamaño, los cuales pueden estar organizados en forma consecutiva, ligada o con una tabla de mapeo. 
- En la organización contigua, el archivo utiliza registros físicos contiguos, siguiendo la secuencia normal de direcciones.

- La organización encadenada consiste un conjunto de bloques, cada uno de los cuales tiene un campo destinado para indicar la dirección del siguiente registro, o sea, para lo que se ha llamado enlace o liga.

- Otra forma de organización es la tabla de mapeo que consiste en una tabla de apuntadores a los registros físicos que forman el archivo.

- La organización física de un archivo en el almacenamiento secundario depende de la estrategia de agrupación y de la estrategia de asignación de archivos.

Para elegir una organización de archivos se deben tener en cuenta ciertos criterios:
Si un archivo va a procesar solamente por lotes, accediendo cada vez a todos los registros, entonces el acceso rápido para la recuperación de un único registro es una preocupación mínima. Un archivo almacenado en CD-ROM nunca será actualizado, por lo que la facilidad de actualización no se considera. Para la economía de almacenamiento , debería existir una mínima redundancia de los datos, ésta redundancia es el medio fundamental para incrementar la velocidad de acceso a los datos.
Este tipo de organización muestra a su vez, 2 aspectos importantes: Métodos De Asignación De Espacio Libre y Asignación De Espacio De Almacenamiento Del Archivo.

#### Métodos De Asignación De Espacio Libre
Un método de asignación de espacio libre determina la manera en que un Sistema Operativo controla los lugares del disco que no están siendo ocupados. 
Para el control del espacio libre se puede utilizar como base alguno de los métodos teóricos: Vector de Bits, Lista Ligada, Por Agrupación y por Contador.

##### Vector de Bits
Se tiene un arreglo de bits, el número de bits que tiene, representa cada sector del disco, o sea que si los sectores 10 y 11 están ocupados su representación será:

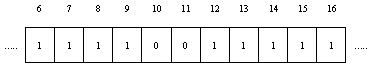
Representación De Vector De Bits

##### Lista Ligada
Existe una cabeceraen la que se tiene la dirección del primer sector vacío, ese sector a su vez, tiene un apuntador al siguiente bloque, y así sucesivamente hasta que se encuentre una marca indicando que ya no hay espacio libre, tal y como se muestra en la siguiente figura:

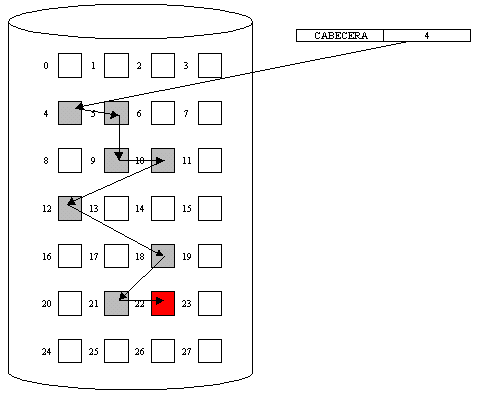
Ejemplo de lista ligada

##### Por agrupación
Es similar a la lista ligada, solo que en este se tiene por cada sector, un grupo de apuntadores a varios espacios vacíos, al final de cada bloque se tiene un apuntador a otro grupo de apuntadores, observe la figura.

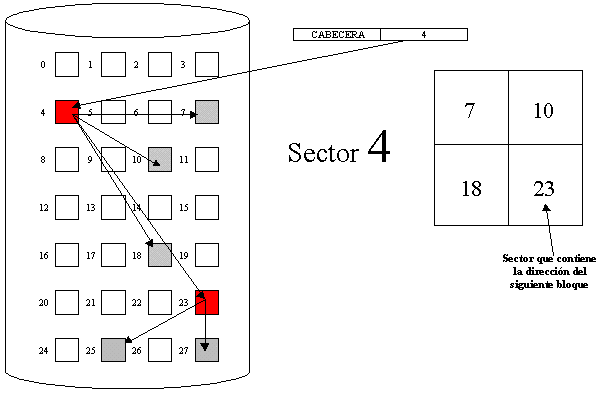
Ejemplo de asignación por agrupación

##### Por contador
Aquí, por cada conjunto de bloques contiguos que estén vacíos, se tiene por cada apuntador, un número de inicio y el tamaño del grupo de sectores vacíos.

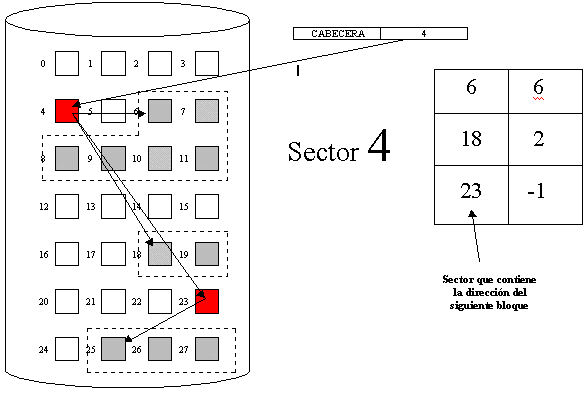
Ejemplo de asignación por contador

#### Métodos De Asignación De Espacio De Almacenamiento Del Archivo.
Un método de asignación de espacio en disco determina la manera en que un Sistema Operativo controla los lugares del disco ocupados por cada archivo de datos. Se debe controlar básicamente la identificación del archivo, sector de inicio y sector final.
Para el control del espacio ocupado en disco se puede utilizar como base alguno de los métodos teóricos: Asignación Contigua, Asignación Ligada, Asignación Indexada.

##### Asignacion Contigua
Este método consiste en asignar el espacio en disco de tal manera que las direcciones de todos los bloques correspondientes a un archivo definen un orden lineal. Por ejemplo:

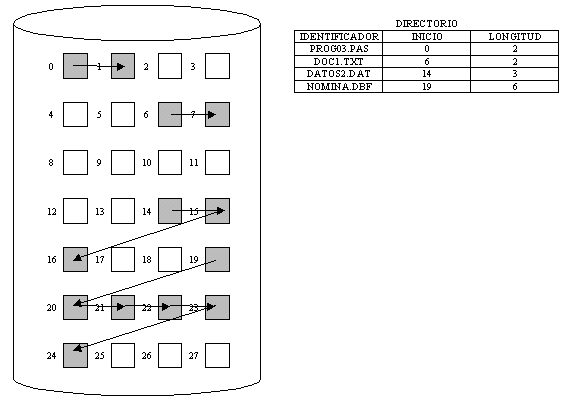
Ejemplo de Asignación Contigua

| VENTAJAS                                                                | DESVENTAJAS                    |
| La cabeza de lectura no se mueve demasiado en la lectura de un archivo. | Produce fragmentación externa. |

##### Asignacion Ligada
En este método, cada archivo es una lista ligada de bloques de disco. En el directorio hay un apuntador al bloque de inicio y un apuntador al bloque final para cada archivo. En cada uno de los bloques donde se encuentra un archivo hay un apuntador al siguiente bloque de la lista. Por ejemplo:
| VENTAJAS                            | DESVENTAJAS |

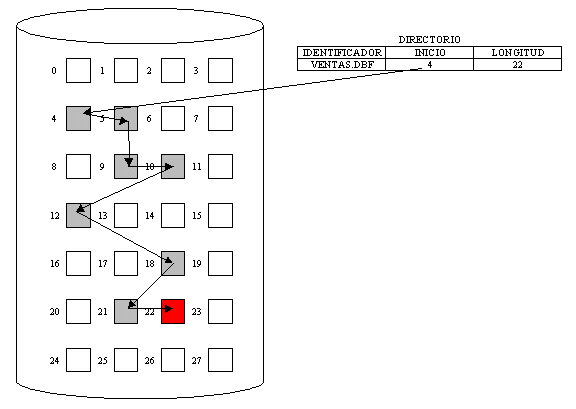
Ejemplo de Asignación Ligada

| - No produce fragmentación externa. | - La cabeza de lectura se puede mover demasiado en la lectura de un archivo. - - Si una liga se pierde, se perderá el archivo completo. - Es ineficiente para la implementación de archivos directos. - Se necesita un campo extra para el apuntador. |

##### Asignación Indexada
Como ya se vio, la asignación ligada resuelve problemas de fragmentación externa, sin embargo, la asignación ligada no soporta eficientemente el acceso directo a los archivos. La asignación indexada resuelve este problema poniendo todos los apuntadores en una sola localidad: El bloque índice.
Cada archivo tiene su bloque índice, El cual es un arreglo de direcciones de bloques de disco.
| VENTAJAS                                                                                     | DESVENTAJAS                                                                             |

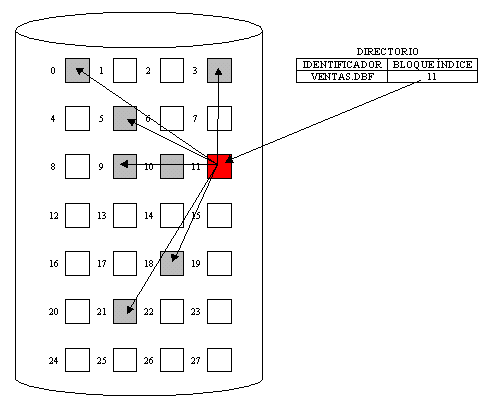
Ejemplo de asignación indexada

| - No produce fragmentación externa. - Eficiente para la implementación de archivos directos. | - Existe desperdicio cuando hay archivos muy chicos. - Desbordamiento de bloque índice. |

1. ↑  «Organizacion de archivos». Consultado el 11 de noviembre de 2017.

- Datos: Q56323878